# رابارب (فیلم ۱۹۵۱)
رابارب (انگلیسی: Rhubarb) یک فیلم به کارگردانی آرتور لوبین است که در سال ۱۹۵۱ منتشر شد.